# Bob McDonald
Bob McDonald (Inverness, 25 febbraio 1895 – 1971) è stato un calciatore scozzese, di ruolo difensore.

## Carriera
Formatosi nel club scozzese del Caledonian, nel 1919 viene ingaggiato dagli inglesi del Tottenham. Con gli Spurs vince la Second Division 1919-1920, ottenendo la promozione in massima serie.
Nella stagione seguente ottiene il sesto posto finale in campionato e vince la FA Cup 1920-1921, giocando la finale vinta contro il Wolverhampton. Chiude la First Division 1921-1922 al secondo posto alle spalle dei campioni del Liverpool e vince la FA Charity Shield 1921, giocando l'incontro vinto contro il Burnley.
McDonald restò in forza agli Spurs sino al 1924.
Nel 1927 era in forza al Clapton Orient, con cui ottiene la salvezza nella Second Division 1927-1928.

## Palmarès
- Second Division: 1

Tottenham Hotspur: 1920
- Coppa d'Inghilterra: 1

Tottenham Hotspur: 1921
- Community Shield: 1

Tottenham Hotspur: 1921